# Za Ukrainę!
Za Ukrainę! (ukr. За Україну!) – ukraińska centroprawicowa partia polityczna.
Ugrupowanie zarejestrowano 4 maja 2000 pod nazwą Partia Ochrony Socjalnej (ukr. Партія Соціального Захисту). Założył ją Mykoła Czeczel, późniejszy deputowany IV kadencji z listy Bloku Nasza Ukraina. Partia nie prowadziła aktywniejszej działalności, po pomarańczowej rewolucji jej lider przeszedł do Ludowego Związku „Nasza Ukraina”. Ugrupowanie wystawiło własną listę w wyborach w 2006, która uzyskała około 0,05% głosów.
W 2009 partia przyjęła nową nazwę, taką samą jak frakcja posłów zorganizowana w ramach klubu deputowanych NUNS przez byłego wicepremiera Wjaczesława Kyryłenkę. Ten ostatni w grudniu tego samego roku objął stanowisko przewodniczącego partii Za Ukrainę!, w skład jej władz weszło też pięciu innych parlamentarzystów Rady Najwyższej (dotąd związanych z Ludowym Związkiem lub Ludowym Ruchem Ukrainy). W wyborach prezydenckich w 2010 odnowiona formacja wsparła ubiegającego się o reelekcję Wiktora Juszczenkę, następnie podjęła współpracę z Batkiwszczyną, a w 2014 z Frontem Ludowym.